# 鬼神
鬼神（きじん、きしん、おにがみ）は、「きじん」または「きしん」と音読みした場合の第一義としては天地万物の霊魂あるいは神々を意味し、「おにがみ」と訓読みした場合は目に見えない精霊または荒々しく恐ろしい神を意味する。

## 中国
中国における鬼神は対照的な2つの霊である鬼と神を指す。
鬼（き）は生者に禍（わざわい）をもたらす霊であり、悪鬼として顕現し、祈祓（きふつ、いのりはらい）の対象である。鬼は生者が持つ魄（はく）の死後の姿であり、魄は生者の内にあって肉体をつかさどる陰気の霊であり、その魄が死後に地上にとどまって鬼となる。その死が横死であったり、身寄りがなく死後に祀（まつ）る者のない場合に悪鬼・幽鬼として生者に祟（たた）る。
神（しん）は生者に福をもたらす霊であり、善神として顕現し、祭祀の対象である。神は生者が持つ魂の死後の姿であり、魂は生者の内にあって精神をつかさどる陽気の霊であり、その魂が天上に昇って神・神霊となる。
また、鬼神は天地のあらゆる物の創造・変化・消滅にかかる人知の及ばぬ霊妙な働きを指す場合がある。

## 朝鮮
朝鮮半島の民間信仰における鬼神は、生者あるいは死者の内にある霊とは異なり、宿る対象を持たず、何にも従属しない孤立した存在である。この点で鬼神は人に宿る霊や人以外に宿る精（精霊）あるいは神明と区別されるが、宿る対象についての観念がはっきりしなくなると霊や精あるいは神明と区別されなくなる。
鬼神は腰より下が障子紙の服で、足はやせ細りまるでにかわのようで骨だけ残った姿をしていて、まもなく病を得て死ぬ身の上であり、神明の前で立ちすくんでしまう力弱い存在で、力の強い人に睨まれるとだんだん小さくなって消えうせる存在である。人が与える食べ物におとなしくして話を聞く見えない存在だが、鬼神のなかには意地悪をするものがある。
鬼神は昼間はあちこち空中でふらふらするが、夜はじめじめした所を探して体を休めることもする。だいたい古木が鬼神の住みかになる。また人家を訪れるときがあるが、そのとき人は鬼神が嫌う方法を使って入って来ないように防いで、塩を撒いたり豆を撒いたりする。鬼神の住みかは藪の中や土の中、池、井戸端などじめじめした所などで、どこでも出入りすることが出来る。鬼神はいったん人の家に入ると食べ物を提供されてそこを去る。白昼に石を投げる乱暴を働いたり、時に猟犬の吠える声を出したり口笛を吹いたりして強風を起こしたりする。夜には道を通る人を怖がらせて火遊びもする。この火を鬼火（トッケビの火）とも言い人々が怖がる。
鬼神は時に賢く、一国や一家族の滅亡を予言したり警告したり、あるいは遺失物の在りかを知らせたりもする。しかしだいたい鬼神は前述のごとく、より勢力があるものに追われる身なのである。疫病神を追い払ったという説話で知られる処容のような強い人物を描いたお守り（符籍）の前では立ちすくんでしまい、追い払われる存在である。また鬼神のうちで強い鬼神は弱い鬼神を殺害したりする。なお神明も泊まる居場所がなかったり、生存者から供え物をもらえないと鬼神になる場合がある。